# Niels Clauson-Kaas
Niels Konrad Friedrich Wilhelm Clauson-Kaas (* 24. März 1917 in Kiel; † 17. August 2003) war ein dänischer Chemiker und Firmengründer. Er entdeckte die nach ihm benannte Clauson-Kaas-Reaktion.

## Leben
Niels Clauson-Kaas besuchte das Gymnasium Øregård. Er studierte an Universitäten in Kopenhagen, Zürich und Haifa und erhielt 1943 einen Magistertitel an der Universität Kopenhagen. Er wechselte in die Industrie und übernahm 1949 die Leitung eines dänischen Labors für organische Synthese. Eine eigene Firma, die auf diesem Gebiet tätig wurde, gründete er 1956 und leitete sie bis 1987.

## Ehrungen
Clauson-Kaas erhielt Ehrendoktortitel von Dänemarks Technischer Universität (1979) und der Universität Kopenhagen (1987). Er wurde 1963 mit der Julius-Thomsen-Medaille ausgezeichnet.